# Poison Cake
Poison Cake är en låt framförd av den bosnisk-kroatiska sångaren Marko Bošnjak. Låten, som är skriven Bošnjak  tillsammans med Bas Wissink, Ben Pyne, Emma Gale och Filip Majdak, representerde Kroatien i Eurovision Song Contest 2025 i Basel i Schweiz, men gick inte vidare till final.